# Vulcanismo del Campo de Calatrava

La región volcánica del Campo de Calatrava (también llamada provincia volcánica de Calatrava) ubicada en la provincia de Ciudad Real constituye, junto con la de Olot, en Gerona, y la de Cabo de Gata, en Almería, una de las tres zonas de vulcanismo reciente más importantes de la península ibérica. Su actividad se desarrolló entre hace 8,7 y 1,75 millones de años, es decir, durante el Plioceno y el Cuaternario. Es, por tanto, una actividad bastante reciente, lo que ha permitido que los edificios volcánicos conserven en buena parte su morfología original, y sus productos se hayan preservado en buenas condiciones de observación hasta la actualidad. 
La región volcánica tiene una extensión total de unos 5000 km², e incluye unos 240 edificios volcánicos diferenciados. Algunas de las principales localidades que quedan incluidas dentro del área son Ciudad Real, Miguelturra, Almagro, Daimiel y Bolaños. Puertollano se sitúa próxima a su extremo Sur, mientras que los edificios volcánicos más próximos a Almadén son los de La Bienvenida y Cabezarados.

## Volcanismo estromboliano

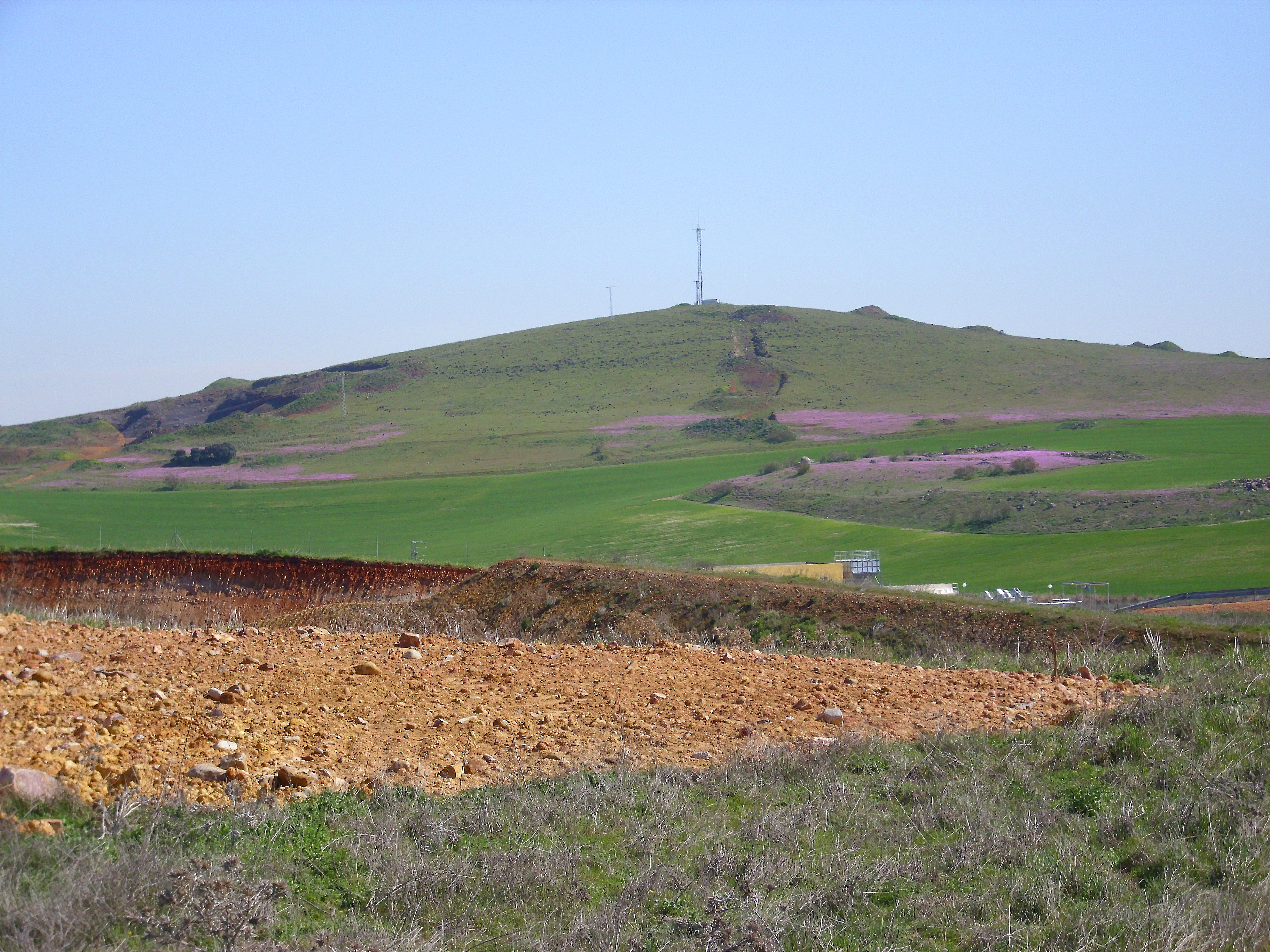
El volcán "Cabezo Pardo", junto al aeropuerto de Ciudad Real, con manchas color púrpura de Erodium primulaceum.

El vulcanismo estromboliano originó pequeños volcanes cónicos, actualmente degradados a cerros redondeados, de formas troncocónicas a semiesféricas, dependiendo del grado de erosión. Sus diámetros van desde los 100 m a los 2 km, y sus alturas, desde 20 a 120 m. Solo ocasionalmente se identifican depresiones tipo cráter. De estos volcanes suelen partir coladas de lavas de diferente importancia, que pueden llevar a alcanzar los 6-7 km de longitud. Algunos de los mejores ejemplos de este tipo de volcán son los de La Yezosa, entre Bolaños de Calatrava y Almagro, y Cerro Gordo, en Valenzuela de Calatrava.

## Volcanismo hidromagmático

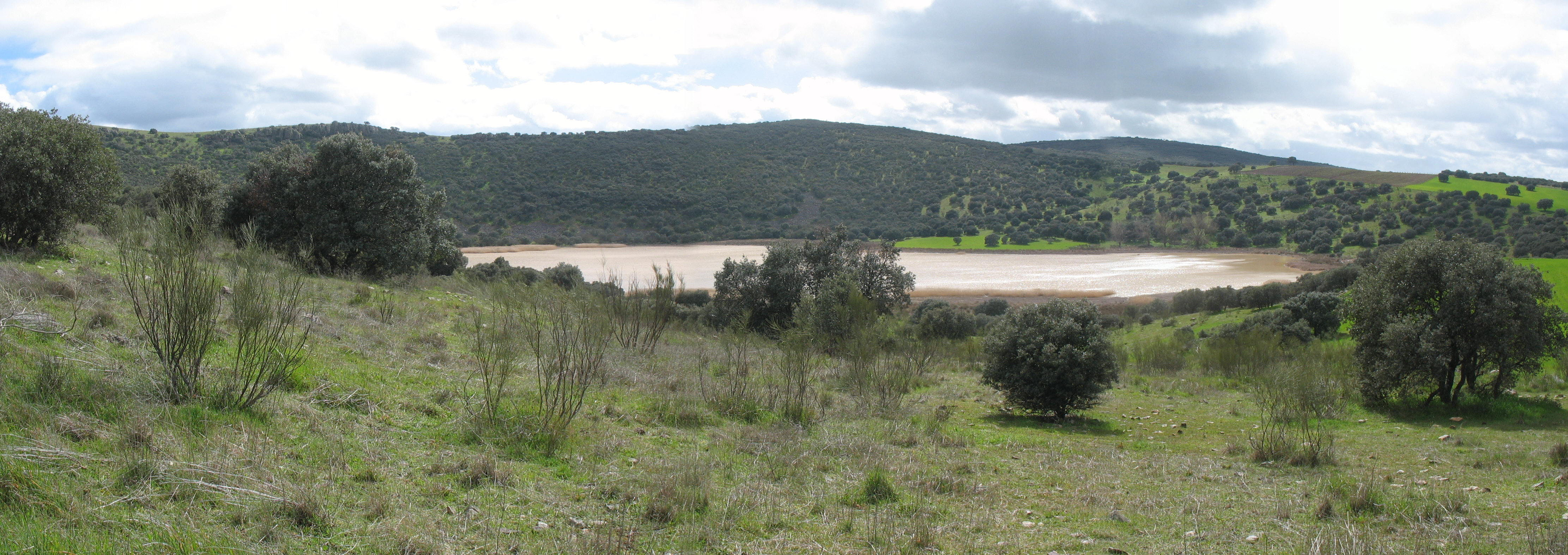
Maar de La Posadilla (Valverde).

El vulcanismo hidromagmático es el más frecuente en la región, y da origen a unas depresiones volcánicas muy características, pero a menudo difíciles de identificar como tales en el terreno: se trata de los denominados "maares", que llegan a alcanzar diámetros de 1-1,5 km. Uno de los ejemplos más típicos puede ser la Hoya del Mortero, en Poblete. 
Por otra parte, es relativamente frecuente que se sucedan momentos de actividad hidromagmática y estromboliana a partir del mismo centro emisor.
En el relleno sedimentario de uno de los antiguos maares, en Alcolea de Calatrava, se encuentra el yacimiento de Las Higueruelas, un yacimiento paleontológico del Plioceno Superior, que ha proporcionado una abundante y variada fauna de mamíferos terrestres, aves, anfibios y reptiles.

## Petrografía
Los materiales volcánicos que aparecen en el Campo de Calatrava son variados, tanto explosivos como efusivos, presentando cenizas, lapillis, escorias, bloques lávicos y bombas; y por otro lado, coladas de variada morfología, se manifiestan en fondos de valle y en vertientes. Los magmas son siempre básicos, por lo que la existencia de actividad explosiva que se ha registrado en ocasiones no parece muy acorde, esto se puede explicar por la existencia de acuíferos subterráneos, que con el calor del magma generaron una potente explosión freática o hidromagmática; o sobre todo por un exceso de gas carbónico en algunos magmas, que dieron lugar a la apertura de diatremas.
Las rocas volcánicas emitidas por estos volcanes corresponden a basaltos en sentido amplio: se pueden diferenciar una serie de variedades, tanto composicionales: melilititas olivínicas, limburgitas, nefelinitas olivínicas, basaltos y basanitas o leucititas olivínicas, como texturales: rocas porfídicas masivas, piroclastos escoriáceos, y depósitos hidromagmáticos. 

### Variedades porfídicas masivas
Las variedades porfídicas masivas presentan textura porfídica, y están constituidas por fenocristales de olivino o de olivino y piroxeno en matriz microcristalina a vítrea, formada por microcristales de augita, óxidos de hierro y titanio (magnetita-ilmenita) y olivino. Además, pueden presentar plagioclasa, feldespatoides, melilita y vidrio, en proporciones variables, lo que permite la clasificación petrográfica más fina antes mencionada.

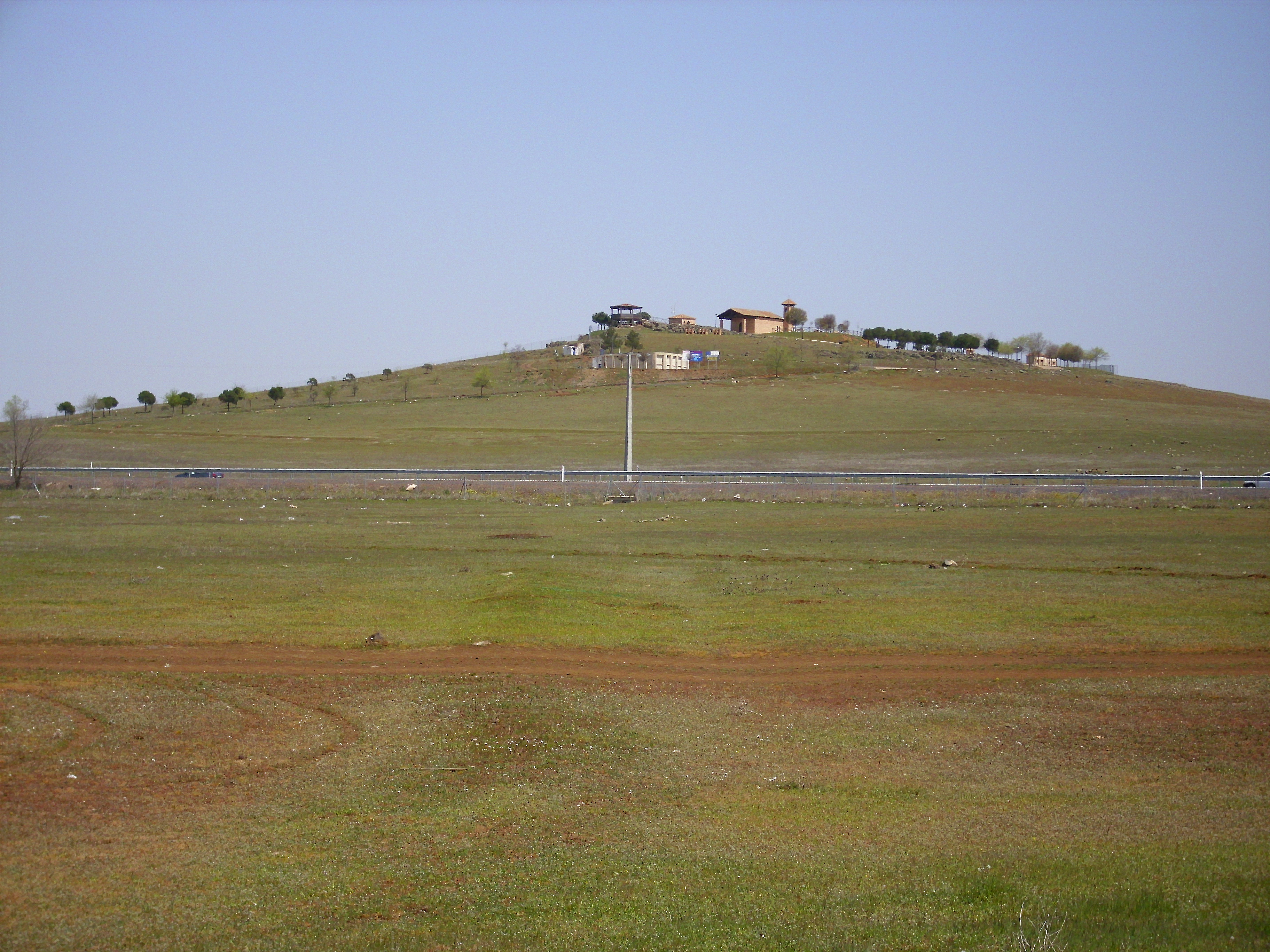
El volcán de "Poblete", con la ermita de la patrona de la localidad en su cumbre.

En lo que se refiere a sus aplicaciones, estas variedades masivas se han empleado hasta fechas recientes en la obtención de adoquines para la pavimentación de calles. Su principal aplicación actual es la obtención de áridos de trituración y, en especial, para la obtención de balasto para el Tren de Alta Velocidad. Una de las principales canteras existentes sobre este tipo de materiales es la del Morrón de Villamayor. También tienen utilidad como rocas de construcción.

### Variedades piroclásticas escoriáceas
Las variedades piroclásticas escoriáceas son rocas muy vacuolares, de tipo "piedra pómez", que aparecen formando masas constituidas por fragmentos de estas rocas de tamaños muy variables: desde acúmulos de material de grano muy fino, pulverulento (cenizas), hasta acúmulos de grandes bloques, pasando por acumulaciones muy heterométricas de fragmentos de tamaño medio centi- a decimétrico (lapilli), con presencia ocasional de fragmentos de tamaño muy superior (bombas). A continuación se muestran algunos ejemplos de este tipo de rocas: 
Estos materiales se explotan en varias canteras de la región para la obtención de puzolanas, lo que constituye su principal aplicación industrial. Hay que indicar, por otra parte, que han sido también utilizados como piedra de construcción, en monumentos tan significados como el Castillo de Calatrava La Nueva, o la ermita visigótica de la Virgen de Zuqueca, en Oreto, antigua e importante ciudad romana (Granátula de Calatrava).

### Depósitos hidromagmáticos
Los depósitos hidromagmáticos constituyen normalmente depósitos bien estratificados, en los que se suelen diferenciar facies planares, con laminación/estratificación paralela, y facies con estratificación cruzada. Además, suelen presentar grandes bombas de material no volcánico (cuarcitas, fundamentalmente). 
Corresponden a tobas líticas o lítico-cristalinas, poco consolidadas y heterométricas, formadas mayoritariamente por fragmentos de rocas paleozoicas (cuarcitas, pizarras) o terciarias, siendo poco abundantes los componentes volcánicos cogenéticos (fragmentos basálticos, cristales de olivino, piroxenos, etc.). 
No presentan utilidad industrial, más que para la obtención de áridos clasificados.

## Geoquímica
Desde el punto de vista geoquímico, las rocas volcánicas de la región del Campo de Calatrava corresponden a un magmatismo alcalino de intraplaca, generado a partir de bajas tasas de fusión parcial del manto superior. Los magmas serían líquidos primarios, como indican los altos contenidos en Ni y el alto valor del parámetro #Mg (=MgO/MgO+FeO). 
La tabla adjunta muestra la composición química media y la norma CIPW calculada de las diferentes variedades petrográficas porfídicas. 
Estos caracteres geoquímicos, y el estudio de su evolución espacial y temporal, permiten establecer que el magmatismo de la región del Campo de Calatrava podría estar relacionado con la existencia de un punto caliente asociado a un proceso de elevación cortical y posiblemente de "rifting" abortado. 

## Yacimientos minerales relacionados
Asociado a este magmatismo encontramos una serie de yacimientos minerales, de escasa importancia minera, ya que por lo general presentan escaso tonelaje, pero que constituyen un tipo único a nivel mundial. Se trata de mineralizaciones de óxidos de Fe y de Mn, las segundas con el interés añadido de que presentan contenidos relativamente elevados en Co, lo que ha hecho que hasta fecha reciente hayan sido objeto de prospección minera, con ánimo de localizar alguna masa de suficiente volumen como para permitir su explotación. 

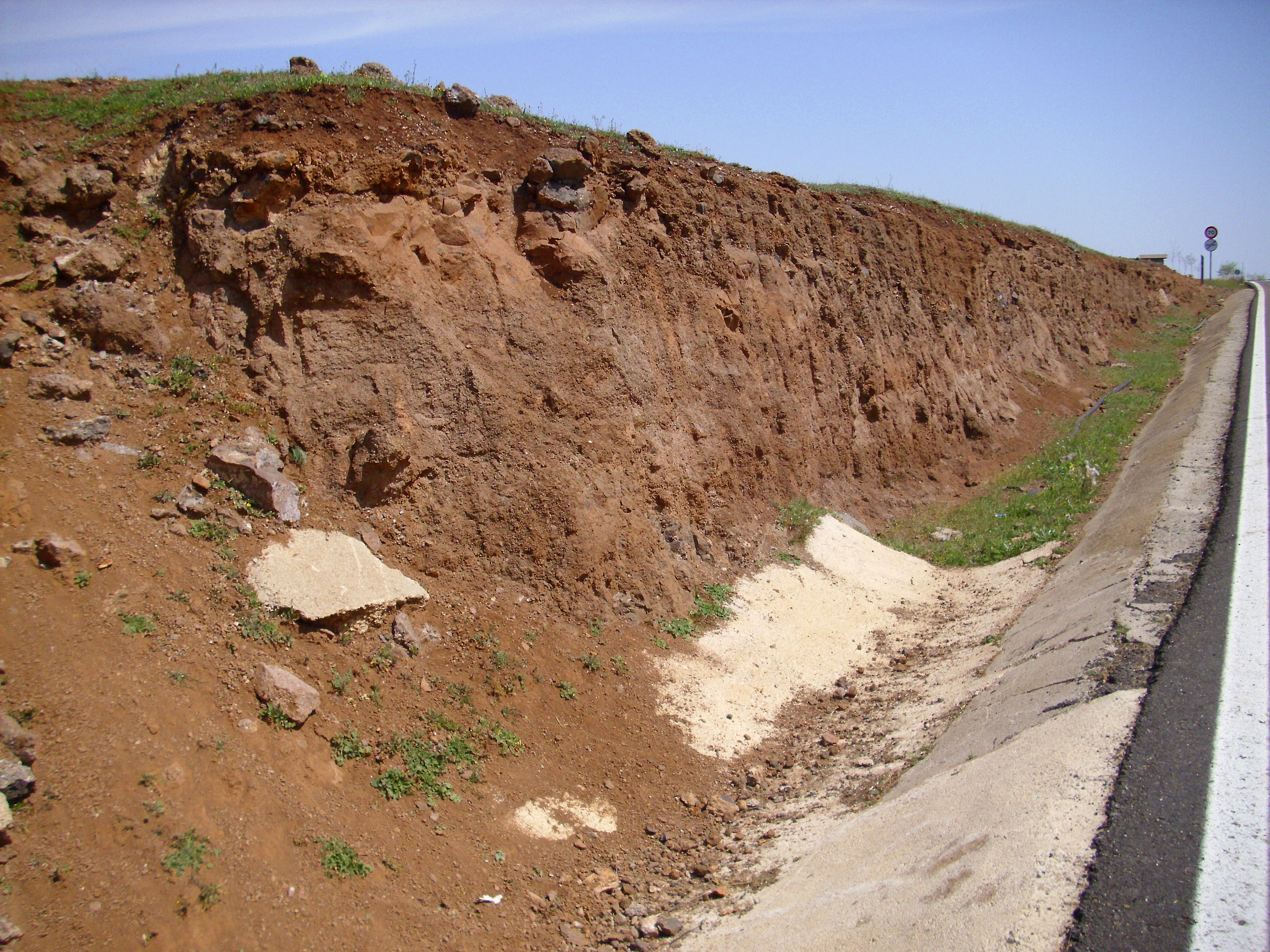
Sección de corte de materiales eruptivos de la base del volcán de "Poblete".

Son yacimientos de origen sedimentario, que encontramos como niveles dentro de las secuencias del Plioceno y Cuaternario, constituyendo masas lenticulares de cierta potencia (hasta varios metros) y extensión lateral (varios cientos de metros, en los mejores casos). Su origen parece estar relacionado con el de otras manifestaciones características del área y mucho más conocidas: los manantiales de "agua agria" o "hervideros", el más conocido de los cuales podría ser la "Fuente Agria" de Puertollano. El nexo genético sería que ambos, mineralizaciones y manantiales, serían manifestaciones de actividad hidrotermal póstuma ligada al magmatismo. 
En lo que se refiere a las mineralizaciones, se pueden establecer dos grandes tipos: 
- Mineralizaciones proximales con respecto a focos hidrotermales. Son a su vez de dos tipos:
- Encostramientos de óxidos de Fe-Mn
- Capas de "canutillos" de óxidos de Mn-(Co)

Desde el punto de vista mineralógico, los minerales que podemos encontrar en estos yacimientos son óxidos e hidróxidos complejos de Mn (criptomelana y litioforita, fundamentalmente). Son minerales de hábito terroso, micro- o criptocristalinos, sin apenas interés para coleccionismo. 

### Costras de Fe-Mn
Las costras de óxidos de Fe-Mn son formaciones lenticulares de algunos metros de espesor por varios centenares de metros cuadrados de extensión, en general asociadas a alguna surgencia de aguas agrias. Las costras están formadas por nódulos de óxidos de Mn cobaltífero recubiertos por una corteza de 1-1,5 cm de espesor de óxidos e hidróxidos de hierro. Uno de los yacimientos más representativos de esta tipología es el de la mina de La Zarza, localizada a unos 2 km al SSO de Pozuelo de Calatrava.

### Capas de "canutillos"
Las capas de "canutillos" constituyen acumulaciones de pequeñas estructuras vegetales reemplazadas por óxidos de Mn cobaltífero, que aparecen formando niveles de hasta 2-3 m de potencia entre materiales de tipo aluvial. La mina de El Chorrillo, situada en proximidad de la de La Zarza, es uno de los mejores ejemplos de este tipo de mineralizaciones.

### Capas de pisolitos
Las capas con pisolitos de óxidos de Mn corresponden a mineralizaciones que han sufrido un cierto transporte con respecto a los focos hidrotermales. Están formadas por niveles lenticulares en los que son muy abundantes las estructuras pisolíticas, de diámetro centimétrico, constituidas por los óxidos e hidróxidos de Mn. El yacimiento de Los Ardales se puede considerar representativo de esta tipología. 